# Minimalna plača
Minimalna plača je določena minimalna plača na uro, dan, teden ali mesec (leto), ki jo delodajalec lahko (mora) plačati svojemu zaposlenemu in za katerega lahko zaposleni zakonito proda svoje delo.
Minimalno plačo je mogoče določiti pravno in neformalno, na primer s podpisom sektorskega sporazuma med sindikatom in konsolidiranim delodajalcem (tarifni sporazum).
Čeprav se v mnogih državah uporablja minimalna plača, ni nobenega nedvoumnega mnenja o koristih in škodah, ki jih ima vzpostavitev takega minimuma.
Konvencija št. 131 Mednarodne organizacije dela o minimalnih plačah, 1970, niso ratificirale vse države (Konvencija o določitvi minimalne plače, 1970). Do konca leta 2015 je 52 držav ratificiralo Konvencijo št. 131, od tega 11 držav po letu 2000. Več kot 90% držav članic ILO je z ustrezno zakonodajo ali zavezujočimi kolektivnimi pogodbami določilo eno ali več minimalnih plač. To ne pomeni, da minimalna plača v vseh državah pokriva večino delavcev ali je predmet rednega pregleda, vendar kaže, da je minimalna plača veljavna v večini držav sveta. V mnogih od teh držav je predmet političnih razprav ne toliko primernost minimalne plače kot način, kako doseči učinkovitost ustreznega mehanizma.

## Cilji minimalne plače
Minimalna plača vpliva na delo najnižje plačanih zaposlenih. Ta način regulacije je bil prvič predlagan kot sredstvo za boj proti "potenju" industrij, saj so menili, da njihovi lastniki, ki imajo tržno moč, določajo "nepošteno" ceno za delo svojih zaposlenih. Korenine tega načina reševanja problema so prepričanje, da trg ne more samostojno določiti "poštene" cene za delo najmanj sposobnih delavcev. Zato je edini način za rešitev tega problema administrativno spreminjanje strukture plač in s tem prerazporeditev dohodkov. V zvezi s tem je minimalna plača eden od načinov za boj proti revščini.
Glavni argumenti za uvedbo minimalne plače so:
- Poveča življenjski standard najrevnejših in najbolj ranljivih skupin prebivalstva ter dvigne povprečni življenjski standard.
- Zmanjšuje socialne izdatke države zaradi povečanih dohodkov najrevnejših segmentov prebivalstva.
- Spodbuja potrošnjo s povečanjem ponudbe denarja v rokah revnih, kar pozitivno vpliva na gospodarsko rast.
- Spodbuja produktivnost dela, saj je delodajalec zainteresiran za večjo proizvodnjo za velik denar.
- Motivira in navdihuje delavce, da delajo težje (za razliko od socialnih programov in drugih podobnih plačil)
- Podjetja lahko porabijo manj za usposabljanje svojih zaposlenih zaradi zmanjšane fluktuacije zaposlenih.

## Spori okoli minimalne plače
Čeprav se cilji, ki jih zasleduje določitev minimalne plače, na splošno štejejo za pravilne, obstaja nesoglasje glede prevladovanja pozitivnih učinkov nad negativnimi posledicami uporabe minimalne plače. Od nastanka zakonodajne podlage minimalne plače so ti zakoni povzročili politično razpravo.
Klasičen pogled na primanjkljaj minimalne plače kot sredstva za boj proti revščini je predlagal George Stigler leta 1946. Številni ekonomisti menijo, da je minimalna plača manj učinkovita v boju proti revščini in povzroča več škode podjetjem kot druge metode.

Raziskave Ameriškega gospodarskega združenja v letu 2007 so pokazale, da 73% ekonomistov meni, da bo znatno povečanje minimalne plače v Združenih državah povzročilo padec zaposlenosti in le 6% meni, da je minimalna plača učinkovit način za boj proti revščini. Pozneje v letu 2014, med razpravo v ZDA o povečanju minimalne plače, ki jo je predlagal Obama, je sedem Nobelov nagrajencev v ekonomiji - Kenneth Arrow, Peter Diamond, Eric Maskin, Thomas Schelling, Robert Solow, Michael Spence in Joseph Stiglitz - podprlo zvišanje minimalne plače . Podpisali so pismo, v katerem je navedeno::
V zadnjih letih je bil v znanstveni literaturi precejšen napredek pri proučevanju učinkov zvišanja minimalnih plač na zaposlovanje, pri čemer je bilo veliko število dejstev, ki kažejo, da naraščajoče minimalne plače malo ali nič ne vplivajo na zaposlovanje prejemnikov plač z minimalnimi plačami, tudi med obdobji šibkih trgov dela.

### Zmanjšanje zaposlenosti
Glavna tema razprave o minimalni plači je razmerje med minimalno plačo in brezposelnostjo. Nasprotniki uporabe minimalne plače, ki temeljijo na neoklasični teoriji, vztrajajo, da povečanje minimalne plače vodi k padcu zaposlenosti.

### Neoklasična teorija
V skladu z neoklasično ekonomsko teorijo vzpostavitev minimalne plače nad ravnotežno točko vodi do povečanja brezposelnosti, kar je posledica dejstva, da več delavcev želi delati za ta denar in manj jih je delodajalcev pripravljenih plačati. V tem primeru se minimalna plača obnaša podobno kot cenovno dno. Tako kot cenovna tla, tudi minimalna plača ustvarja presežek ponudbe delovne sile, ki se, za razliko od blaga, ne uniči in država ne odkupi in posledično oblikuje brezposelnost. To stanje je posledica dejstva, da umetno visoke minimalne stopnje delovne sile povečujejo stroške podjetja, ki je, da bi ohranili raven dobičkonosnosti ali dobičkonosnosti podjetij, načeloma najeti manj zaposlenih. V najslabšem primeru lahko to pripelje do izključitve nekaterih skupin s trga dela. Zmanjšanje povpraševanja po delovni sili, razen zmanjšanja števila delovnih mest, lahko vodi do zmanjšanja delovnega časa.
Tako je mogoče trditi, da vzpostavitev minimalne plače izboljšuje življenje ljudi, katerih stopnje so se povečale, vendar prizadene interese tistih, ki so bili deležni znižanja. Vendar zagovorniki MROT verjamejo, da je vse veliko bolj zapleteno kot v teoriji. Eden od teh dejavnikov je možnost monopsonije na trgu dela, in čeprav je položaj mono-mest redko v gospodarstvu, lahko pomanjkanje informacij, individualne značilnosti in nizka osebna mobilnost ustvarijo določeno tržno moč za delodajalca pri določanju plač.

### Kritika neoklasične teorije
Številni ekonomisti, kot so Pierangelo Garegnani, Robert L. Viennau, Arrigo Orocher in Jan Steedman, ki se opirajo na delo Piero Sraffa, zavračajo preprost model ponudbe in povpraševanja na trgu dela in trdijo, da je to logično napačno. Gary Fields, profesor na Univerzi Cornell, meni, da ta model ponudbe in povpraševanja nepravilno meri trg dela v samo enem sektorju. Po njegovem mnenju je bolj natančna analiza dvosektorski model trga dela, ki kaže možno mobilnost med sektorjem samozaposlenih, ki ni pod minimalno plačo, in sektorjem, ki ga pokriva minimalna plača. Na podlagi tega modela je sklenil, da "ker neobsežni sektor (MROT) obstaja povsod, napoved modela iz učbenika ne more biti zanesljiva."
Kot smo že omenili, je še en primer nepravilnosti trditve neoklasične teorije monopsonija delodajalca, tako v primeru dogovarjanja med delodajalci kot v primeru objektivnih predpogojev, kot je nizka mobilnost prebivalstva. V primeru monopsonije postane urnik povpraševanja strmejši, kar pomeni, da se ravnotežna cena premakne v desno, kar vodi do znižanja stopenj v primerjavi s konkurenčnim trgom. V tem primeru lahko uveljavljena minimalna plača poveča stopnje brez zmanjšanja zaposlenosti in jo morda poveča. Vendar v primeru monopsonov ni objektivnih podatkov za določitev minimalne plače na ravni ravnotežne cene, učinek minimalne plače na zaposlitev pa je v celoti odvisen od vpogleda v politično odločitev. Na splošno je v tem primeru bolj primerno uporabiti protimonopolno zakonodajo kot pa minimalno plačo.
Drugi primer, ko določitev minimalne plače ne vpliva na zaposlovanje, je nizka cenovna elastičnost povpraševanja po proizvodih nekaterih industrij. V tem primeru vzpostavitev minimalne plače preprosto vodi v zvišanje cene proizvoda, ki se proizvaja, ki ga mora kupec še kupiti. Vendar je v svetovnem gospodarstvu z razlikami v regulaciji minimalne plače v različnih državah možna nadomestitev uvoza proizvodov, kar bo privedlo do zaprtja podjetij te industrije v državi in posledično do povečanja brezposelnosti. Primer je premogovništvo v Franciji, kjer je dolgoročna rast socialnih ugodnosti za rudarje, vključno z plačami, in številne druge težave pripeljala to industrijo do pomanjkanja konkurenčnosti in zaprtja zadnjega rudnika premoga La-Ouv leta 2004.
Alan Blinder je navedel tri razloge, zakaj določitev minimalne plače ne vpliva na zaposlovanje: visoke stopnje zmanjšujejo fluktuacijo zaposlenih in posledično stroške usposabljanja zaposlenih; povišanje minimalne plače lahko jasno pokaže, da je možno zaposlovanje osebja višje od trenutnih zaposlenih; stroški zaposlenih, ki prejemajo minimalno plačo, so lahko tako majhen del skupnih stroškov, da jih je mogoče zanemariti. Blinder priznava, da ni prepričan v pravilnost svojih izjav, vendar meni, da "seznam kaže, da lahko nekdo deli nove empirične podatke in še vedno ostane polnopravni ekonomist."

## Inflacija
Nekateri ekonomisti opozarjajo, da lahko minimalna plača povzroči inflacijo cen, saj poskuša podjetje nadomestiti izgube z vključitvijo v ceno.
Velikost minimalne plače je pomemben dejavnik cen, toda na splošno drugi dejavniki vplivajo na inflacijo. Povečanje brezposelnosti zaradi povečanja minimalne plače, ki ga prav tako opozarjajo nasprotniki minimalne plače, zmanjšuje inflacijski pritisk, saj je prvi približek prikazan s Phillipsovo krivuljo. Na splošno je centralna banka odgovorna za inflacijo in lahko prilagodi svojo politiko na podlagi sprememb minimalne plače. Ekonomist Peter Tulip zmanjšuje vprašanje minimalne plače na študijo njenega vpliva na NAIRU (stopnja brezposelnosti, ki ne pospešuje inflacije), ki jo centralne banke upoštevajo pri razvoju monetarne politike.

## Negativen vpliv na gospodarski razvoj
- Podobno kot protekcionizem minimalna plača zmanjšuje konkurenco na trgu dela, podjetjem preprečuje zmanjševanje stroškov v času gospodarskega upada, vodi k ekonomski neučinkovitosti, brezposelnosti, revščini, višjim cenam in disfunkciji na splošno.
- Boleči majhno podjetje, ne pa velikega podjetja.

## Demotivacija
- Spodbuja najrevnejše in najmanj produktivne delavce na račun bolj produktivnih in kvalificiranih delavcev.
- Demotivira najrevnejše segmente prebivalstva, tudi pri pridobivanju dodatnega izobraževanja, kar jim zagotavlja možnost zaposlitve.

## Rezultati raziskav
Ena najbolj znanih študij v ZDA, kjer učinek zvišanja minimalne plače na zaposlitev ni bil ugotovljen, je delo Alana Kruegerja in Davida Carda "Minimalne plače in zaposlovanje: študija primera iz sektorja hitre prehrane v New Jerseyju in Pennsylvania". Vsaka država v Združenih državah določi svojo minimalno plačo. To omogoča ekonomistom, da izvedejo primerjalno analizo po državah. Študije so pokazale, da so se letne in povprečne plače podjetij povečale, stopnja zaposlenosti pa se je v državah, kjer je bila določena nad minimalno plačo, povečala ali se ni spremenila.
Christ Dukuliagos in T. Stanley sta preučila 64 študij minimalne plače, objavljenih med letoma 1972 in 2007, ki merijo vpliv minimalnih plač na zaposlovanje mladostnikov v Združenih državah. Ko so načrtovali vsako oceno zaposlenosti, ki jo vsebujejo te študije (skupaj več kot 1000) in tehtali vsako oceno glede na statistično točnost, so ugotovili, da so bile najbolj natančne ocene močno združene s skoraj ničelnim učinkom na zaposlovanje.
V Nemčiji je bila od 1. januarja 2015 uvedena minimalna plača v višini 8,50 evra. Število zaposlenih, ki zaslužijo manj kot 8,50 evra, je predstavljalo do 17 % zaposlenih. Že v letu 2014, po sprejetju zakona o minimalni plači, so se podjetja začela prilagajati zahtevam zakona. Eno leto po uvedbi minimalne plače so ekonomisti v Nemčiji v bistvu sklenili, da "napovedana katastrofa z delovnimi mesti ni prišla". Nasprotno pa je Nemčija ob koncu leta 2015 zabeležila najnižjo stopnjo brezposelnosti od začetka devetdesetih let.
Študija britanskega trga je pokazala, da cene v sektorjih, ki jih ureja minimalna plača, rastejo hitreje kot v drugih sektorjih. Tudi študija Low Pay Commission je pokazala, da se delodajalci namesto zmanjševanja števila delovnih mest odločajo za znižanje stopenj, delovni čas, zvišanje cen in iskanje načinov za povečanje produktivnosti.

## Alternative minimalni plači
Ekonomisti in politični opazovalci predlagajo druge alternative minimalni plači, ki bodo po njihovem mnenju bolj sposobni vzdržati revščino brez povečanja brezposelnosti.

### Zajamčeni minimum
Ena od učinkovitih metod boja proti revščini je zagotovljena minimalna ali negativna dohodnina, ko vsak rezident prejme določen znesek denarja, za katerega lahko živi na podlagi številnih meril. Poseben primer zagotovljenega minimuma je osnovni dohodek, pri čemer je edino merilo za pridobitev denarja prisotnost državljanstva.
Leta 1968 sta James Tobin, Paul Anthony Samuelson, John Kenneth Galbraith in več kot tisoč ekonomistov podpisala poziv k ameriškemu kongresu, naj ga pozove, naj v letošnjem letu razvije sistem jamstev za prihodke. Tobin in Samuelson sta nasprotovala tudi minimalni plači.
Glavna pomanjkljivost takšne rešitve je spodbujanje odvisnega odnosa v družbi in pomanjkanje spodbud za razvoj med najrevnejšimi skupinami prebivalstva.

### Povračilo davčnega dobropisa
Glavna razlika med to metodo in negativnim davkom na dohodek je v tem, da morate za tovrstno posojilo najprej zaslužiti določen minimum.

### Kolektivna pogodba
Primeri držav, kjer se ta metoda uspešno uporablja, so Nemčija, Švedska in Danska. V teh državah zakonsko določena minimalna plača ni določena, vendar je določena s kolektivno pogodbo. Vendar ta metoda ne nadomešča minimalne plače, temveč vzpostavlja le učinkovitejši način za njeno določitev.